# Ammoperdix
Ammoperdix – rodzaj ptaków z podrodziny bażantów (Phasianinae) w rodzinie kurowatych (Phasianidae).

## Zasięg występowania
Rodzaj obejmuje gatunki występujące w południowo-zachodniej Azji i północno-wschodniej Afryce.

## Morfologia
Długość ciała 22–25 cm, rozpiętość skrzydeł 39–42 cm; masa ciała 180–238 g.

## Systematyka

### Etymologia
Ammoperdix: gr. αμμος ammos „piasek”; περδιξ perdix, περδικος perdikos „kuropatwa”.

### Podział systematyczny
Do rodzaju należą następujące gatunki:
- Ammoperdix griseogularis (von Brandt, 1843) – kuropatewka piaskowa
- Ammoperdix heyi (Temminck, 1825) – kuropatewka pustynna